# Aromia
Aromia è un genere di coleotteri appartenente alla famiglia Cerambycidae.

## Tassonomia
- Aromia bungii (Faldermann, 1835)
- Aromia malayana Hayashi, 1977
- Aromia moschata (Linnaeus, 1758)